# 2018년 아시안 게임 펜싱
2018년 아시안 게임 펜싱은 2018년 8월 19일부터 8월 24일까지 인도네시아 자카르타에서 개최된다. 경기는 자카르타 컨벤션 센터에서 진행될 예정이다. 남녀당 에페/사브르/플레뢰 종목에 개인과 단체 종목으로 나뉘어 총 12개 세부종목이 치러진다.

## 일정
| 예 | 예선전 | 결 | 결승전 |

| 남자             |    |    |    |    |    |    |    |    |    |    |    |    |
| 남자 에페 개인   | 예 | 결 |    |    |    |    |    |    |    |    |    |    |
| 남자 에페 단체   |    |    |    |    |    |    | 예 | 결 |    |    |    |    |
| 남자 플레뢰 개인 |    |    |    |    | 예 | 결 |    |    |    |    |    |    |
| 남자 플레뢰 단체 |    |    |    |    |    |    |    |    |    |    | 예 | 결 |
| 남자 사브르 개인 |    |    | 예 | 결 |    |    |    |    |    |    |    |    |
| 남자 사브르 단체 |    |    |    |    |    |    |    |    | 예 | 결 |    |    |
| 여자             |    |    |    |    |    |    |    |    |    |    |    |    |
| 여자 에페 개인   |    |    |    |    | 예 | 결 |    |    |    |    |    |    |
| 여자 에페 단체   |    |    |    |    |    |    |    |    |    |    | 예 | 결 |
| 여자 플레뢰 개인 |    |    | 예 | 결 |    |    |    |    |    |    |    |    |
| 여자 플레뢰 단체 |    |    |    |    |    |    |    |    | 예 | 결 |    |    |
| 여자 사브르 개인 | 예 | 결 |    |    |    |    |    |    |    |    |    |    |
| 여자 사브르 단체 |    |    |    |    |    |    | 예 | 결 |    |    |    |    |

## 메달리스트

### 남자
| 종목               | 금                                                               | 은                                                                           | 동                                                                                       |
| ------------------ | ---------------------------------------------------------------- | ---------------------------------------------------------------------------- | ---------------------------------------------------------------------------------------- |
| 에페 개인 자세히   | 드미트리 알렉사닌 카자흐스탄 (KAZ)                               | 박상영 대한민국 (KOR)                                                        | 정진선 대한민국 (KOR)                                                                    |
| 에페 개인 자세히   | 드미트리 알렉사닌 카자흐스탄 (KAZ)                               | 박상영 대한민국 (KOR)                                                        | 가노 고키 일본 (JPN)                                                                     |
| 에페 단체 자세히   | 일본 (JPN) 가노 고키 미노베 가즈야스 우야마 사토루 야마다 마사루 | 중화인민공화국 (CHN) 둥차오 리밍하오 스가오펑 쉐양둥                         | 카자흐스탄 (KAZ) 드미트리 알렉사닌 엘미르 알림자노프 루슬란 쿠르바노프 바딤 샤를라이모프 |
| 에페 단체 자세히   | 일본 (JPN) 가노 고키 미노베 가즈야스 우야마 사토루 야마다 마사루 | 중화인민공화국 (CHN) 둥차오 리밍하오 스가오펑 쉐양둥                         | 대한민국 (KOR) 정진선 권영준 박경두 박상영                                               |
| 플뢰레 개인 자세히 | 황멍카이 중국 (CHN)                                              | 니콜라스 초이 홍콩 (HKG)                                                     | 손영기 대한민국 (KOR)                                                                    |
| 플뢰레 개인 자세히 | 황멍카이 중국 (CHN)                                              | 니콜라스 초이 홍콩 (HKG)                                                     | 정가롱 홍콩 (HKG)                                                                        |
| 플뢰레 단체 자세히 | 대한민국 (KOR) 손영기 이광현 하태규 허준                         | 홍콩 (HKG) 정가롱 추이하오란 차이쥔옌 양쯔자                                 | 중화인민공화국 (CHN) 황멍카이 리천 마젠페이 스자뤄                                       |
| 플뢰레 단체 자세히 | 대한민국 (KOR) 손영기 이광현 하태규 허준                         | 홍콩 (HKG) 정가롱 추이하오란 차이쥔옌 양쯔자                                 | 일본 (JPN) 마쓰야마 교스케 사이토 도시야 시키네 다카히로 스즈무라 겐타                   |
| 사브르 개인 자세히 | 구본길 대한민국 (KOR)                                            | 오상욱 대한민국 (KOR)                                                        | 뤄하오톈 홍콩 (HKG)                                                                      |
| 사브르 개인 자세히 | 구본길 대한민국 (KOR)                                            | 오상욱 대한민국 (KOR)                                                        | 알리 파크다만 이란 (IRI)                                                                 |
| 사브르 단체 자세히 | 대한민국 (KOR) 구본길 김준호 김정환 오상욱                       | 이란 (IRI) 모시타바 아베디니 파르자드 바헤르 알리 파크다만 모함마드 라흐바리 | 홍콩 (HKG) 천즈쉬안 람힌충 리쩌펑 뤄하오톈                                               |
| 사브르 단체 자세히 | 대한민국 (KOR) 구본길 김준호 김정환 오상욱                       | 이란 (IRI) 모시타바 아베디니 파르자드 바헤르 알리 파크다만 모함마드 라흐바리 | 중화인민공화국 (CHN) 루양 왕스 쉬잉밍 양잉후이                                           |

#### 여자
| 종목               | 금                                                             | 은                                                   | 동                                                                                           |
| ------------------ | -------------------------------------------------------------- | ---------------------------------------------------- | -------------------------------------------------------------------------------------------- |
| 에페 개인 자세히   | 강영미 대한민국 (KOR)                                          | 쑨이원 중국 (CHN)                                    | 콩만와이 홍콩 (HKG)                                                                          |
| 에페 개인 자세히   | 강영미 대한민국 (KOR)                                          | 쑨이원 중국 (CHN)                                    | 최인정 대한민국 (KOR)                                                                        |
| 에페 단체 자세히   | 중화인민공화국 (CHN) 린성 쑨이원 쉬청쯔 주밍예                 | 대한민국 (KOR) 강영미 신아람 이혜인 최인정           | 홍콩 (HKG) 주가몽 서산신 콩만와이 롄이시                                                     |
| 에페 단체 자세히   | 중화인민공화국 (CHN) 린성 쑨이원 쉬청쯔 주밍예                 | 대한민국 (KOR) 강영미 신아람 이혜인 최인정           | 일본 (JPN) 고마타 시오리 바바 하루나 야마다 아유미 오이시 간나                               |
| 플뢰레 개인 자세히 | 전희숙 대한민국 (KOR)                                          | 푸이팅 중국 (CHN)                                    | 아즈마 세라 일본 (JPN)                                                                       |
| 플뢰레 개인 자세히 | 전희숙 대한민국 (KOR)                                          | 푸이팅 중국 (CHN)                                    | 랴오원웨이 홍콩 (HKG)                                                                        |
| 플뢰레 단체 자세히 | 일본 (JPN) 아즈마 세라 미야와키 가린 기쿠치 고마키 쓰지 스미레 | 중화인민공화국 (CHN) 천칭위안 푸이팅 훠싱신 스웨     | 대한민국 (KOR) 채송아 홍서인 전희숙 남현희                                                   |
| 플뢰레 단체 자세히 | 일본 (JPN) 아즈마 세라 미야와키 가린 기쿠치 고마키 쓰지 스미레 | 중화인민공화국 (CHN) 천칭위안 푸이팅 훠싱신 스웨     | 싱가포르 (SIN) 아미타 버티어 황제신 황위롱 황신이                                            |
| 사브르 개인 자세히 | 첸자루이 중국 (CHN)                                            | 사오야치 중국 (CHN)                                  | 김지연 대한민국 (KOR)                                                                        |
| 사브르 개인 자세히 | 첸자루이 중국 (CHN)                                            | 사오야치 중국 (CHN)                                  | 다무라 노리카 일본 (JPN)                                                                     |
| 사브르 단체 자세히 | 대한민국 (KOR) 김지연 윤지수 황선아 최수연                     | 중화인민공화국 (CHN) 사오야치 첸자루이 양헝위 마잉자 | 일본 (JPN) 아오키 지카 다무라 노리카 다카시마 리사 후쿠시마 시호미                           |
| 사브르 단체 자세히 | 대한민국 (KOR) 김지연 윤지수 황선아 최수연                     | 중화인민공화국 (CHN) 사오야치 첸자루이 양헝위 마잉자 | 카자흐스탄 (KAZ) 타마라 포체쿠토바 아이비케 하비불리나 타티야나 프리호디코 아이게림 사리바이 |